# Villa Tapia (ort)
Villa Tapia är en ort i Dominikanska republiken. Den ligger i provinsen Hermanas Mirabal, i den centrala delen av landet, 100 km nordväst om huvudstaden Santo Domingo. Villa Tapia ligger 107 meter över havet och antalet invånare är 3 113.
Terrängen runt Villa Tapia är platt, och sluttar söderut. Runt Villa Tapia är det ganska tätbefolkat, med 185 invånare per kvadratkilometer. Närmaste större samhälle är Salcedo, 8,5 km norr om Villa Tapia. Omgivningarna runt Villa Tapia är en mosaik av jordbruksmark och naturlig växtlighet.